# Cathédrale du Divin-Sauveur d'Ostrava
Pour les articles homonymes, voir Divin Sauveur.
La Cathédrale du Divin Sauveur (en tchèque: Katedrála Božského Spasitele), située au centre d'Ostrava, est la deuxième plus grande église catholique de Moravie et de Silésie (après la basilique de Velehrad près d'Uherske Hradiste). Cette cathédrale-basilique néorenaissance comprenant trois nefs, une abside semi-circulaire et deux clochers de soixante-sept mètres de haut a été construite entre 1883 et 1889. L'église a été dessinée par Gustav Meretta, l'architecte officiel de l'archevêque d'Olomouc (Olmütz à l'époque), son intérieur est de Max von Ferstel.

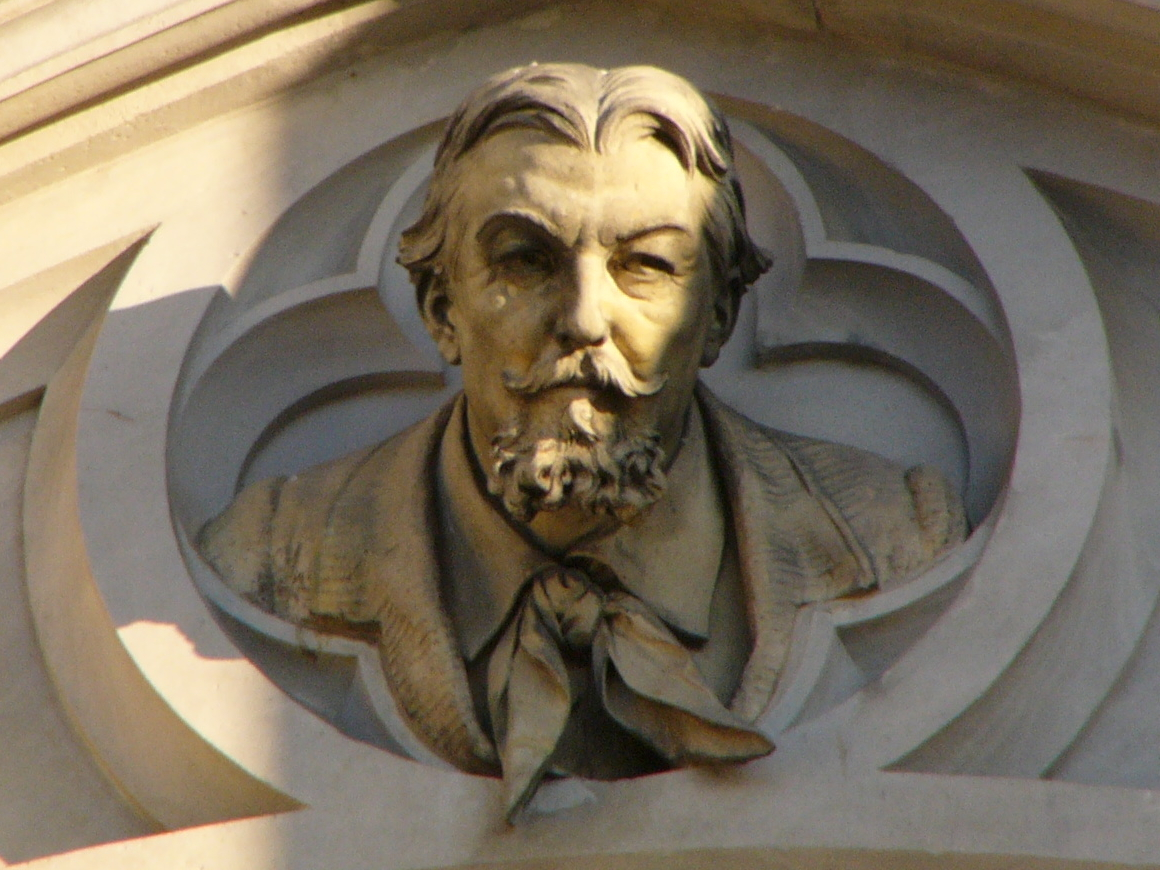
Portrait de Gustav Meretta, architecte

La nef principale fait quatorze mètres de large pour vingt-deux mètres de hauteur, les nefs latérales ont sept mètres de large pour dix de haut. 

La capacité d'accueil de la cathédrale est de quatre-mille places assises. 
Le 30 mai 1996, le pape Jean-Paul II établit le diocèse d'Ostrava-Opava, et la basilique est, aussitôt après, élevée au rang de cathédrale. 
En 1998, un nouvel orgue néobaroque y  est installé.